# Meglos
A Meglos a Doctor Who sorozat 110. része, amit 1980. szeptember 27. és október 18. között adtak négy epizódban.

## Történet
A Prion rendszer két bolygója már kihalt, sivatagos Zolfa-Thura, és a dzsungalbolygó Tigella, a tigellánok lakhelye. A lakók itt egy dodekaéder kristályt részben energiaforrásként használnak, részben istenként tisztelnek. A Doktort idehívják a kristály megvizsgálására. A Tardis azonban egy időbuborék foglya lesz Meglos, az utolsó zolfa-thurai jóvoltából...

## Epizódlista
| Epizódok sorszáma | Bemutató napja       | Hossza | Nézők száma (millió) |
| ----------------- | -------------------- | ------ | -------------------- |
| 1.                | 1980. szeptember 27. | 24:43  | 5                    |
| 2.                | 1980. október 4.     | 21:24  | 4,2                  |
| 3.                | 1980. október 11.    | 21:19  | 4,7                  |
| 4.                | 1980. október 18.    | 19:30  | 4,7                  |

## Könyvkiadás
A könyvváltozatát 1983. május 5-én adták ki. Írta Terrance Dicks.

## Otthoni kiadás
- VHS-n 2003 márciusában adták ki.
- DVD-n 2011. január 10-én adták ki.
  - Amerikában egy nappal az eredeti DVD kiadás után adták ki.

### Fordítás
- Ez a szócikk részben vagy egészben  a   Meglos című angol Wikipédia-szócikk fordításán alapul.  Az eredeti cikk szerkesztőit annak laptörténete sorolja fel. Ez a jelzés csupán a megfogalmazás eredetét és a szerzői jogokat jelzi, nem szolgál a cikkben szereplő információk forrásmegjelöléseként.